# Arılı Deresi
Der Arılı Deresi ist ein Zufluss des Schwarzen Meeres im Nordosten der Türkei.
Der Arılı Deresi entspringt im Ostpontischen Gebirge.
Der Fluss strömt in überwiegend nördlicher Richtung durch das Bergland des Landkreises Fındıklı der Provinz Rize. Der Fluss passiert dabei die Ortschaft Arılı. 
Der Arılı Deresi mündet schließlich bei der Küstenstadt Fındıklı ins Schwarze Meer.
Der Arılı Deresi hat eine Länge von 31,5 km. 